# Idaea roseolimbata
Idaea roseolimbata är en fjärilsart som beskrevs av Gustave Arthur Poujade 1895. Idaea roseolimbata ingår i släktet Idaea och familjen mätare. Inga underarter finns listade i Catalogue of Life.